# Kurt Tschenscher
Kurt Waldemar Tschenscher (5 d'octubre de 1928 - 13 d'agost de 2014) va ser un àrbitre de futbol alemany.

## Carrera professional
Nascut a Schimischow, Weimar, Alemanya (avui Szymiszów, Polònia), Tschenscher va començar a arbitrar el 1948 i el 1953 ja formava part del grup d'àrbitres de primer nivell de l'Associació Alemanya de Futbol. Cinc anys més tard, va ser ascendit a la llista d'àrbitres internacionals de la FIFA. L'octubre de 1959, va arbitrar el partit de tornada de la victòria de Iugoslàvia contra Bulgària a la primera ronda de la Copa d'Europa de Nacions de 1960. El setembre de 1962, es va fer càrrec de la repetició de la final de la Recopa d'Europa de 1962, en què l'Atlètic de Madrid va derrotar la Fiorentina per 3-0.
El 1966, Tschenscher era un dels millors àrbitres d'Europa, un fet que es reflecteix en el seu nomenament per a l'anada de la semifinal de la Copa d'Europa de 1965-66 entre el Partizan i el Manchester United, i després un partit de la fase de grups entre el Brasil i Bulgària a la Copa del Món de la FIFA de 1966. La temporada següent, va ser nomenat àrbitre de la final de la Copa d'Europa de 1967 entre el Celtic i l'Internazionale, que l'Inter va perdre per 2 a 1 a l'Estádio Nacional de Lisboa.
Va ser convocat per a quarts de final a l'Eurocopa de 1968 i a l'Eurocopa de 1972, i per a una semifinal a l'Eurocopa de 1968, així com per al partit inaugural de la fase de grups entre Mèxic i la Unió Soviètica a la Copa del Món de 1970, en què es va convertir en el primer àrbitre a mostrar una targeta groga en un partit. També va arbitrar un partit de la segona ronda de la Copa del Món de 1974. Per tant, és l'únic àrbitre que va ser nominat per la FIFA per a tres Copes del Món. En total va ser àrbitre de la FIFA durant 17 anys, cosa que constitueix el rècord de la història de la FIFA.
El 1971, Tschenscher va arbitrar l'últim partit de Pelé amb la selecció brasilera, al final del qual va rebre la samarreta que portava el brasiler.